# Megasema grisea
Megasema grisea là một loài bướm đêm trong họ Noctuidae.